# Pro Pinball: The Web
Pro Pinball: The Web ist der erste von vier Titeln der Pro-Pinball-Serie. Es handelt sich dabei um ein Flipper-Computerspiel, das von Cunning Development entwickelt und von Empire Interactive veröffentlicht wurde. Zu den vier Spielen der Serie gehören außerdem noch Timeshock! (1997), Big Race USA (1998) und Fantastic Journey (1998). Jedes Spiel enthält genau einen Flippertisch mit einem speziellen Thema, dieser wird durch den Titel ausgedrückt.
Das besondere an The Web ist, dass die Grafik auf einem bereits gerendert 3D-Modell besteht. Das Spiel hatte für die damalige Zeit verhältnismäßig gute Grafikeigenschaften, auch bei sehr schneller Spielgeschwindigkeit. Das Spiel läuft auf PCs mit MS-DOS oder Windows.  Dabei wird eine Auflösung von 1024 × 768 unterstützt, mit 32.768 Farben.

## Aufbau des Spieles

### Flipper-Elemente
Der Flippertisch ist größtenteils blau, er hat links und rechts zwei Ramps und oben links drei Bumper. Allerdings gibt es auch nicht klassische Elemente, wie den sogenannten Ball Rescue, der, wenn er aktiv ist, verhindert, dass die Kugel in der linken Outlane verloren geht, der Ball Rescue besteht aus einem Plunger, der die Kugel wieder in das Spiel zurückschießt. Das Ziel des Spieles ist es, den Ultimate Showdown zu erreichen, dazu müssen vorher die fünf Elemente gesammelt werden. Das erste davon ist das Element Missions, diese wird gesammelt, indem man die sechs Missionen abschließt, egal ob erfolgreich oder nicht. Das zweite trägt den Namen Ultra, man erreicht es, wenn man im Multiballmodus das vorgegebene Ziel erreicht. Das dritte Element heißt Power. Power levels sind auf diesem Tisch levels, die man erreichen kann, indem man, nachdem man Power aktiviert hat, eine Lane schießt. Dadurch erhält man kleine Errungenschaften, wie z. B. den Super Ball Rescue, der nie nachgeladen werden muss, und bei dem zehnten Level ein Element für den Showdown. Das vierte Element ist der Bonus, den man oberhalb der Bumper erreichen kann. Um sich hier das Element zu sichern, muss man den Bonus eine Stufe höher bringen, nachdem man ihn auf x10 gesetzt hat.

## Rezeption
Kritisierte wurde, dass Pro Pinball: The Web nur einen Tisch enthält. GameSpot lobte die Grafik und die akkurate Ballphysik, wodurch das Spiel eine der realistischsten Flipper-Simulationen für Computerspieler sei. Laut PC Player eigne sich das Spiel vor allem für Flipper Puristen. Dem Tester der Spielezeitschrift Video Games zufolge ist Pro Pinball für Flipper-Fans ein Muss. PC Joker kritisiert das Fehlen einer Pause-Funktion, die fehlende Einstellmöglichkeit des Schwierigkeitsgrades und den hohen Preis eines einzelnen Tisches bei der Pro-Pinball-Serie, kommt aber trotzdem im Fazit auf ein „kleines Meisterwerk“. Mehrere Tester hoben das fehlende Scrolling hervor.

„Scrolling war gestern – heute ist Pro Pinball! Dieser Flipper ist so realistisch umgesetzt, daß er den Weg in die Kneipe erspart.“